# Fiberfab FT Bonito
Der Fiberfab FT Bonito ist ein deutsches Bausatzfahrzeug der 1970er Jahre mit Kunststoffkarosserie und sportlichem Aussehen. Hersteller war Fiberfab-Karosserie.

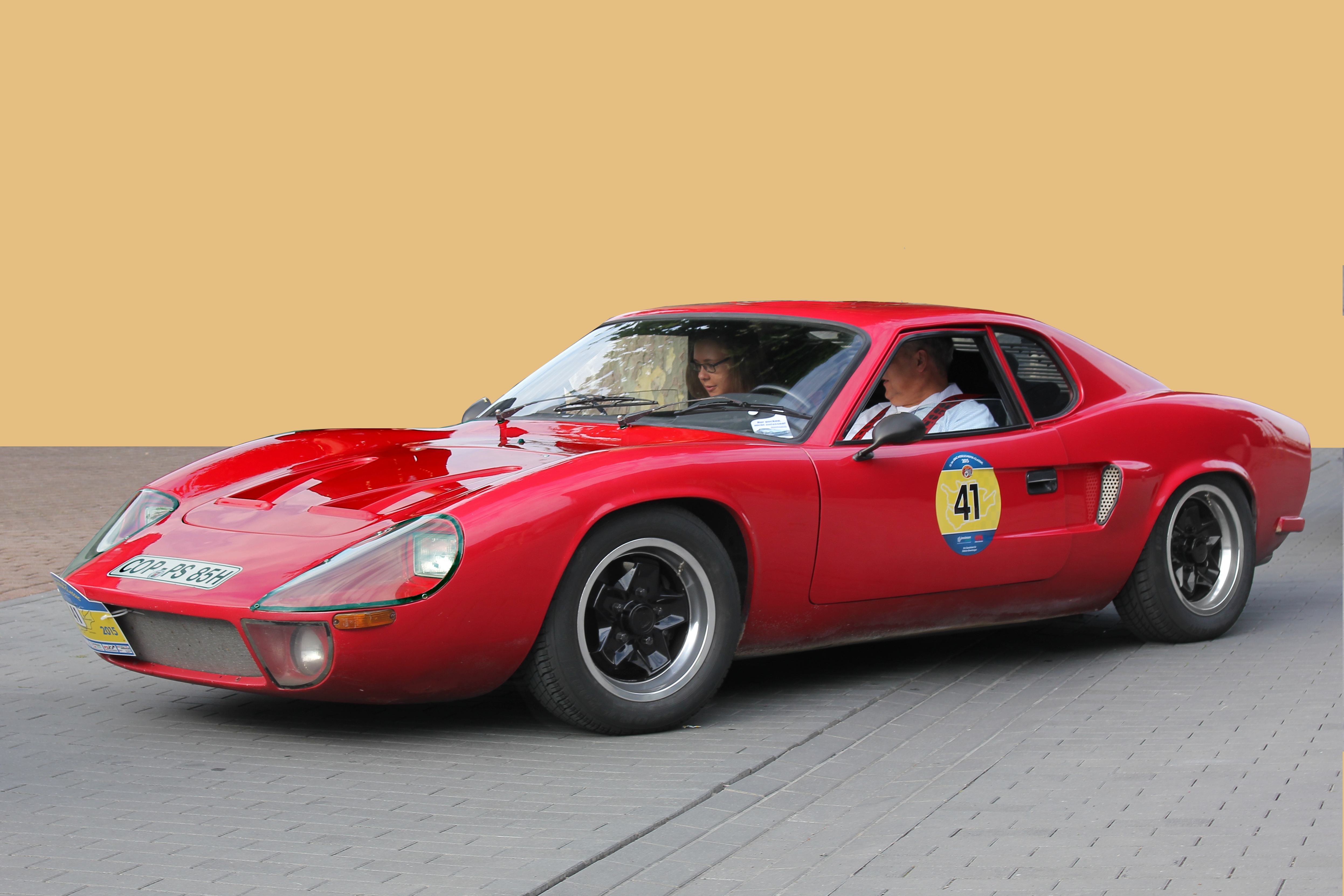
Fiberfab Ft Bonito

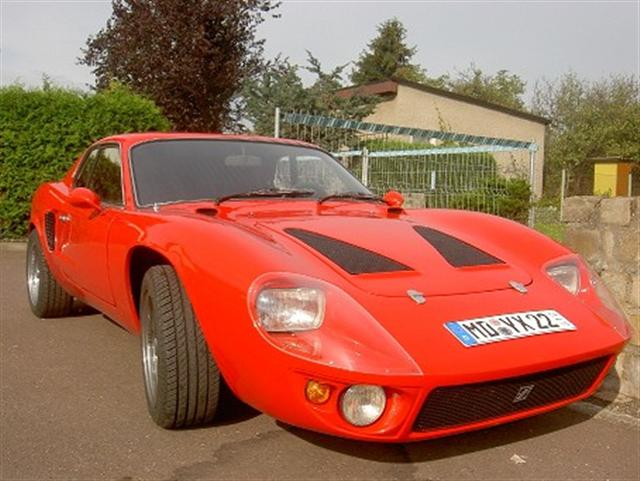
Fiberfab FT Bonito

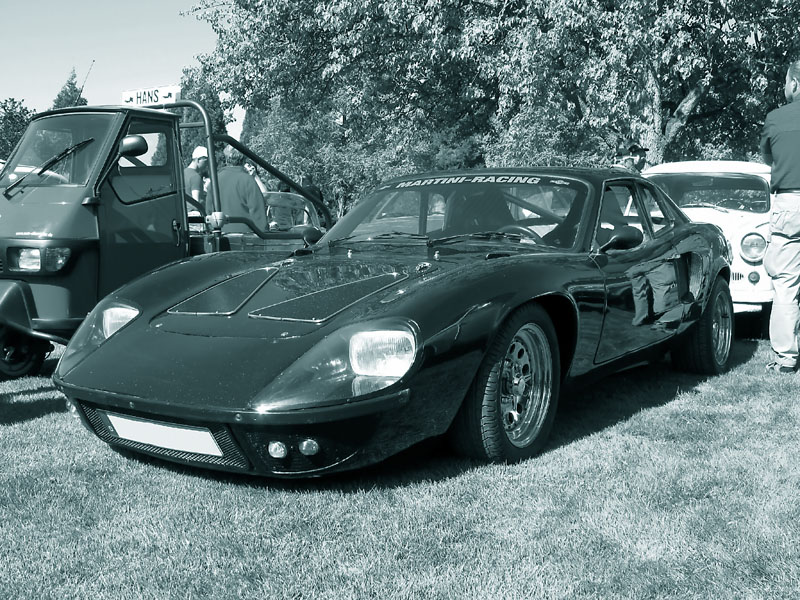
FT Bonito 1971

## Geschichte
Der Hersteller präsentierte den Fiberfab Bonito im September 1969 auf der Frankfurter IAA erstmals der Öffentlichkeit. Der Wagen war ein 2+2-sitziges Sportcoupé mit flacher Bugpartie, niedriger Gürtellinie und kantigem Abrissheck auf dem Fahrgestell und mit dem Motor des VW Käfer. Das Aussehen des Bonito entsprach  den gängigen Vorstellungen eines rassigen Sportwagens dieser Zeit.
Fiberfab bot den Bonito ausschließlich als Kit Car an, als Bausatz zum Selberbauen. Lediglich die Musterfahrzeuge wurden fahrfertig aufgebaut. Normalerweise wurden die Bonito-Bausätze mit der Bahn transportiert, und zwar in eigens zu diesem Zweck gezimmerten großen Holzkisten. Viele Kunden holten ihren Bonito-Bausatz allerdings auch selbst ab. Ein VW-Pritschenwagen oder ein offener Pkw-Anhänger reichten dafür aus.
Während seiner knapp zehnjährigen Bauzeit stellte Fiberfab nach Angaben von Firmenchef Jörgfrieder Kuhnle mehr als 1000 Bonito-Bausätze her. Nach Informationen der „Bonito & KitCar IG Deutschland“ existieren allein in Deutschland noch rund 100 VW Käfer mit Bonito-Karosserie. Nicht einmal die Hälfte von ihnen ist aber noch fahrtüchtig bzw. mit einer Straßenzulassung versehen.
1978, ein Jahr vor dem Auslaufen der Bonito-Fertigung, kostete der Bausatz 4490,00 Mark; hinzu kamen eine Reihe von Zubehörteilen, die Verpackungs- und Versandkosten und die Mehrwertsteuer.

## Bausatz
Die Karosserie aus glasfaserverstärktem Kunststoff wurde bei Fiberfab in Handarbeit im Spritzverfahren hergestellt. Arbeitstäglich konnte eine Karosserie gefertigt werden, denn das Gemisch aus Glasfäden und Polyesterharz brauchte gut einen Tag zum Aushärten, ehe es zur Weiterverarbeitung aus der Negativform herausgehoben werden konnte.
Im Bonito-Bausatz enthalten waren die grundierte Rohkarosserie, die beiden Türen, Motor- und Kofferraumhaube, die vollständige Innenverkleidung, das Instrumentenbrett sowie der Dachhimmel und die Seitenverkleidungen. Hinzu kamen weitere wichtige Bauteile wie beispielsweise die Versteifungselemente für das Chassis, die Seitenscheiben, Fenster- und Türdichtungsprofile, Zierleisten, eine ausführliche Bauanleitung mit vielen anschaulichen Detailfotos und das Mustergutachten für den TÜV.
Die mitgelieferte Bauanleitung enthielt neben der Beschreibung für den Aufbau der Karosserie auch etliche nützliche Tipps, denn viele Teile wie Front- und Heckscheibe, Lampen, Rückleuchten oder Blinker waren nicht im Lieferumfang enthalten.

## Basisfahrzeuge und Großserienteile
Als Basisfahrzeug wurden gebrauchte VW Käfer verwendet, die vom Käufer des Bausatzes selbst zu beschaffen waren. Nach dem Abnehmen der Käfer-Karosserie ließ sich die fertig montierte Bonito-Karosserie auf das Käfer-Chassis aufsetzen und wurde, wie beim Käfer üblich, mit der Bodengruppe verschraubt. Fiberfab veranschlagte für die komplette Montage rund 100 Arbeitsstunden. Hinzu kam die Lackierung.
Nahezu alle Käfer-Bauteile konnten wiederverwendet werden, so auch Motor und Getriebe und die gesamte technische und elektrische Ausrüstung. Fahrfertig wog der Fiberfab FT Bonito nur rund 680 Kilogramm und war damit etwa 40 Kilogramm leichter als der Serien-Käfer. Vorn saß man in anatomisch geformten Sitzschalen, im Heck reichte es nur für eine Notsitzbank.
Als Windschutzscheibe empfahl Fiberfab die des Ford 12M P6, als Heckscheibe die des Opel Rekord C Coupé. Die Scheinwerfer stammten vom Ford 15M P6, die Rückleuchten von Hella, die Blinker vom NSU Prinz.
Beliebt war es, einen leistungsgesteigerten Motor auf Basis des VW Käfer oder vom VW Typ 3 einzubauen und damit die Fahrleistungen dem sportlichen Äußeren des Fahrzeugs anzupassen. Mit den VW-Serienmotoren von 34 bis 54 PS (1600-cm³-Motor mit D-Jetronic) war der Bonito eher knapp motorisiert. Für den Fiberfab Bonito FT mit 44-PS-VW-Motor und einem Leergewicht von 785 kg wurde eine Höchstgeschwindigkeit von 145 km/h genannt. Der Wagen ist 3350 mm lang, 1680 mm breit und 1150 mm hoch.